# 浄衣
浄衣（）は、日本における衣装の一つ。

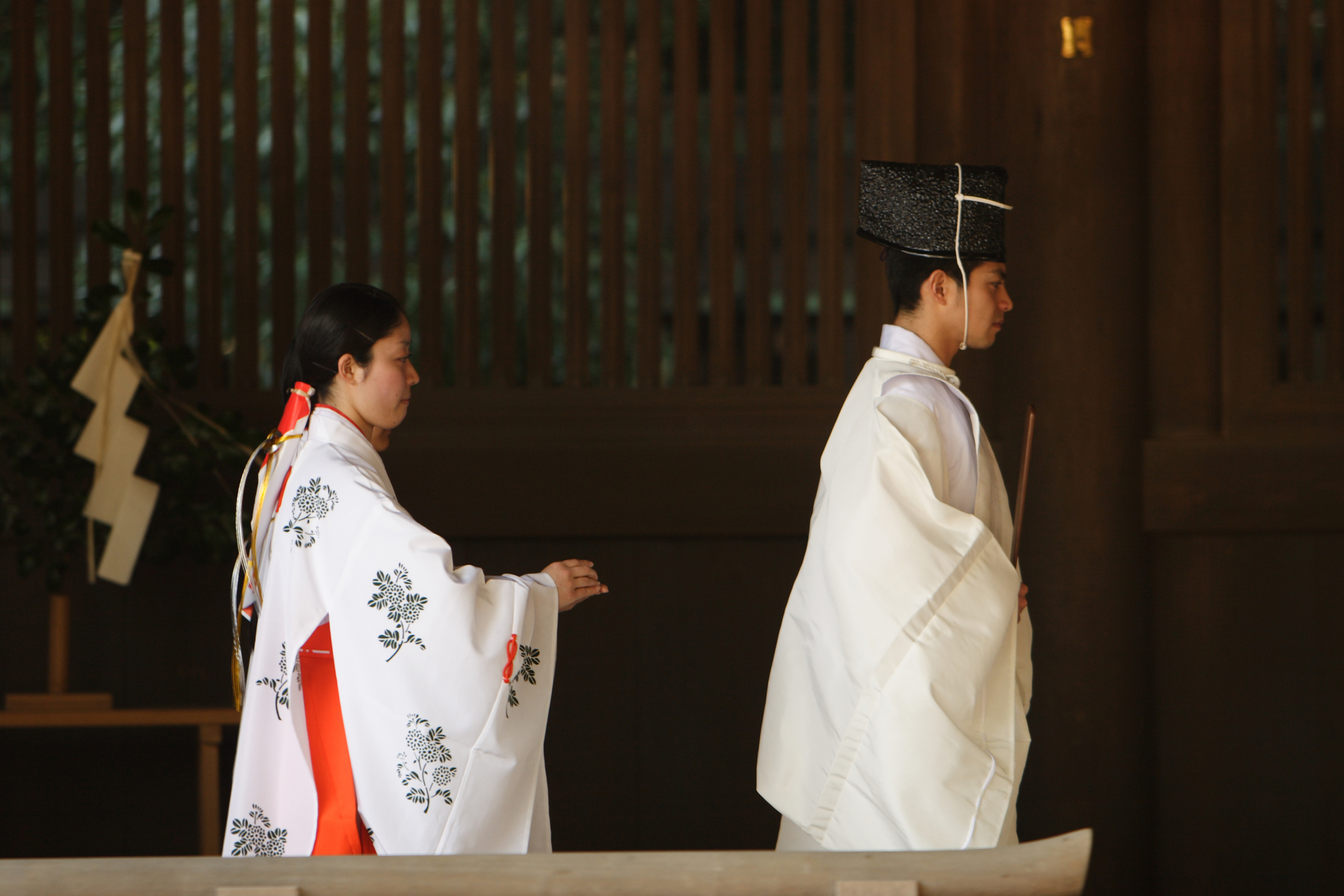
神主（右側）の浄衣

神事・祭祀・法会など宗教的な儀式の際に着用されるものだが、仏教（僧侶の僧衣）や神道（神職の神事服）のみに限定されない場合もある。
「清浄な衣服」という広い意味で、例えば、四国八十八箇所巡礼の参加者の正装である白衣（）・笈摺（）なども含めて言うこともある。

## 神職の浄衣
神道における神職（神主など）の浄衣の素材は、主に白布や生絹で、以下のように構成されている。頭に立烏帽子をかぶる。上半身は狩衣形で、袖には「袖括り」と呼ばれる紐が通してある。下着には単衣を着用。下半身は括り緒の袴（指貫袴）というバルーン型のものを着用。そして、 大麻や笏を持って儀式に臨む。

## 僧侶の浄衣
仏教の僧侶においては、袈裟（法衣）が、浄衣にあたる。
「施された衣服」という定義もあるという（自ら耕作して衣料製作したりすることは律によって禁止されており、そのような罪にあたらず浄いという意味で）。

### 法令による規制・制約
福井県道路交通法施行細則には、「運転操作に支障を及ぼすおそれのある衣服を着用して車両を運転しないこと」との規定があり、2018年9月、福井県内で僧衣を着て自動車を運転していた僧侶が検挙されたことがある。